# Stefan Tweraser

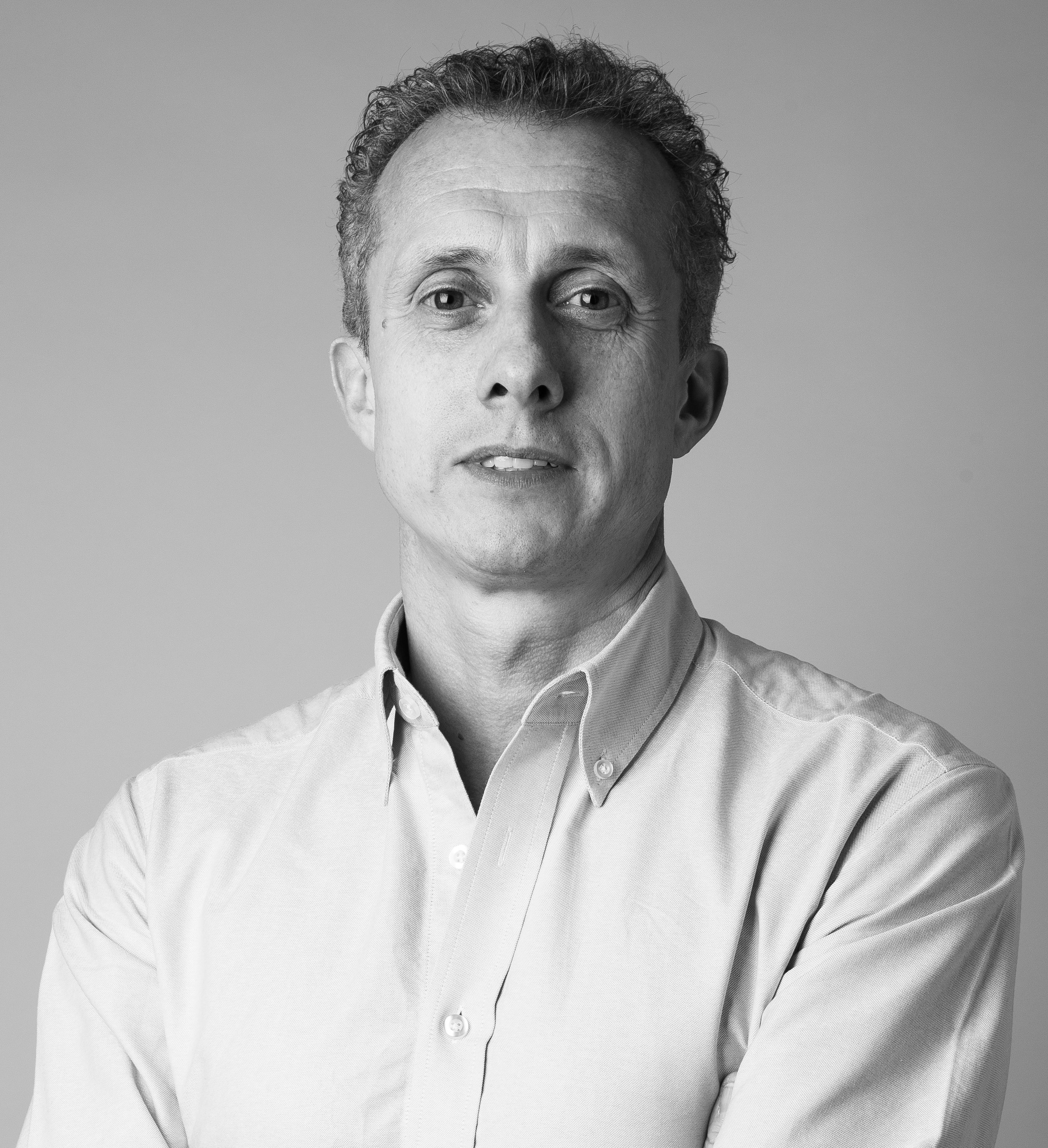
Stefan Tweraser (2016)

Stefan Günther Tweraser (* 18. November 1969) ist ein österreichischer Manager und Unternehmensberater.

## Ausbildung und Beruf
Tweraser absolvierte eine HTL für Nachrichtentechnik und studierte danach an der Wirtschaftsuniversität Wien Betriebswirtschaftslehre, wo er von 1994 bis 1997 auch als Assistent tätig war und 1997 zum Dr. rer. soc. oec. promovierte. Bis April 1998 war Tweraser Studienleiter für Marketing und Verkauf an der Fachhochschule Wien. Danach wechselte er als Management Consultant zu McKinsey & Company. Im Jänner 2003 wurde er Partner bei McKinsey. Im Rahmen der Neuorganisation des Festnetz-Bereiches wechselte Tweraser Anfang Juni 2003 als Marketing-Leiter zur Telekom Austria, wo er bis 2007 tätig war und für empfindliche Personal- und Budgetkürzungen verantwortlich zeichnete. Im Dezember 2006 wurde Tweraser auf Wunsch der Telekom, des damaligen Generalsponsors des Österreichischen Volleyballverbands, zu dessen Präsidenten gewählt. Im Dezember 2007 legte Tweraser das Amt wieder zurück.
Nach seinem Ausscheiden aus der Telekom wechselte er zu Google Deutschland, wo er ab Mai 2008 als Country Director Sales dem Manager Christian Baudis nachfolgte. Zwischen 2007 und 2008 war Tweraser auch kurzzeitig Geschäftsführer der Omnimedia Werbegesellschaft, einer Beteiligung der Telekom. Nach Bekanntwerden der Anklageerhebung gegen Tweraser wegen Untreue in der sogenannten Telekom-Affäre wurde er im Jänner 2013 bei Google zunächst beurlaubt, Ende Februar desselben Jahres verließ er schließlich den Suchmaschinen- und Werbekonzern.
2015 ist Tweraser bei einer Wiener Unternehmensberatungsagentur tätig und studiert Psychotherapiewissenschaft an der Sigmund Freud Privatuniversität Wien.
Seit Oktober 2021 ist Tweraser CEO der Rocket Factory Augsburg.

## Telekom-Affäre
Am 4. Dezember 2012 erhob die Staatsanwaltschaft Wien Anklage gegen Tweraser und drei weitere Personen wegen Untreue. Mithilfe der Werbeagentur Euro-RSCG soll Tweraser unrechtmäßig mehr als eine halbe Million Euro von der Telekom Austria erhalten haben.
Bevor Tweraser zu Google Deutschland wechselte, einigte er sich im Rahmen seiner Vertragsauflösung 2007 mit dem Telekom-Manager Gernot Schieszler auf eine zusätzliche Abfertigung von zwei Jahresgehältern. Da ihm laut Telekom-Sozialplan aber lediglich eine Prämie von 28.000 Euro zustand, sollten die Gelder laut Anklageschrift „über eine Drittfirma, nämlich die Euro-RSCG“ fließen. Die zu dieser Zeit von den Werbern Gustav Eder-Neuhauser und Albert Essenther geleitete Agentur verwaltete den 2,5 Millionen Euro schweren Werbeetat der Telekom. Laut Anklageschrift erklärten sich die Agenturchefs einverstanden, „diese ‚informelle Abfertigung‘ über die Euro-RSCG abzuwickeln“. Der Telekom wurde zu diesem Behufe im Juli 2007 eine Scheinrechnung von über 585.600 Euro für die „Strategische Konzeption des Sponsoring-Auftrittes im Rahmen der Euro 2008“ gestellt.
Nach dem offiziellen Ausscheiden Twerasers aus der Telekom legte er im Namen seiner Gekko Consulting GmbH drei Scheinrechnungen ohne Gegenleistung über insgesamt 585.600 Euro. Alle Angeklagten bestätigten zwar die Geldflüsse, wiesen aber jede strafrechtliche Verantwortung zurück.
Verfahrensbeginn im sogenannten Telekom II-Prozess war am 25. Februar 2014 am Wiener Straflandesgericht. Das Verfahren wurde am zweiten Verhandlungstag auf den 1. April 2014 vertagt, da der als Zeuge geladene, ehemalige Telekom-Festnetzvorstand Rudolf Fischer entschuldigt nicht vor Gericht erschien und ein Gutachter mit der Klärung der Frage beauftragt wurde, "ob sich eine stattliche Abfertigung motivierend auf die anderen Mitarbeiter des Hauses auswirkt." Tweraser und seinen drei Mitangeklagten drohen bis zu zehn Jahre Haft. Im Jänner 2014 bestätigte die Telekom Austria, dass Tweraser den Betrag in Raten zurückzahlen würde.
Im Februar 2015 stellte der zuständige Richter fest, dass der Tatbestand der Untreue nicht erfüllt und der Telekom durch die Zahlungen an Tweraser kein Schaden entstanden sei. Tweraser und die angeklagten Euro RSCG Agenturchefs Eder-Neuhauser und Essenther wurden daher freigesprochen. Die Staatsanwaltschaft kündigte Nichtigkeitsbeschwerde gegen die Urteile an; mittlerweile sind die Freisprüche rechtskräftig.

## Publikationen
- Vergleich von Bildschirmbefragung und Fragebogen am Beispiel der Images von Computerherstellern. Wirtschaftsuniversität Wien, Diplomarbeit, 1994
- Autonomes Abschaffen und Unternehmenswachstum: ein visionärer Beitrag zur reduktiven Unternehmensführung. Wirtschaftsuniversität Wien, Dissertation, 1997